# Renée Björling

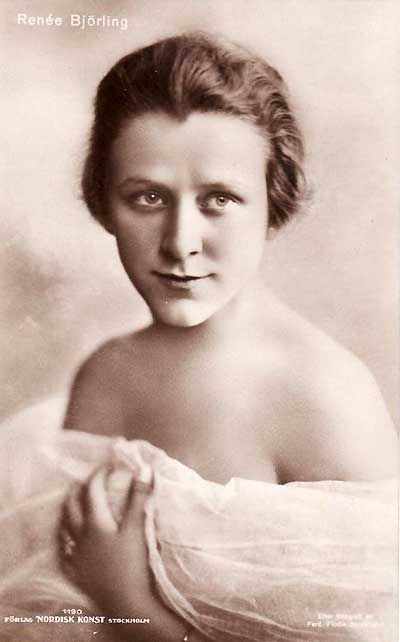
Renée Björling (1920)

Renée Louise Björling (* 10. Juli 1898 in Lovö; † 4. März 1975 in Täby) war eine schwedische Schauspielerin.

## Leben
Renée Louise Björling war die Tochter der Schauspielerin Manda Björling (1876–1960). Ihr Halbbruder war der Opernsänger Sigurd Björling (1907–1983). Sie debütierte 1909 am Theater und studierte von 1915 bis 1917 Schauspiel an der Dramatens elevskola. Anschließend spielte sie an mehreren Theatern, darunter am Nya Teatern, dem Lorensbergsteatern und dem Königlich Dramatischen Theater. Als Filmschauspielerin debütierte sie 1912 mit Fadren. Letztmals war sie 1968 in einer Filmrolle zu sehen. 
Von 1925 bis 1932 war sie mit Gunnar Ursell verheiratet. Sie hatten eine gemeinsame Tochter. Ihre Enkelin ist die Opernsängerin Malena Ernman.

## Filmografie (Auswahl)
- 1912: Fadren
- 1919: Rosen im Herbst (Dunungen)
- 1920: Das Geheimnis des Klosters (Klostret i Sendomir)
- 1923: Weibliche Junggesellen (Norrtullsligan)
- 1932: Kammerkätzchen (Vi som går köksvägen)
- 1951: Einen Sommer lang (Sommarlek)
- 1954: Lektion in Liebe (En lektion i kärlek)
- 1955: Frauenträume (Kvinnodröm)
- 1956: Bretter die die Welt bedeuten (Sceningång)